# محمد عامر الكثيري
محمد عامر الكثيري ، من مواليد 7 ديسمبر 1978 ، لاعب كرة قدم عماني، وقد أختير في عام 1995 كأفضل لاعب شاب في آسيا ، و قد لعب في كأس العالم لكرة القدم تحت 17 سنة في عام 1995 و نال جائزة الكرة الذهبية.

## روابط خارجية
- محمد عامر الكثيري على موقع الاتحاد الدولي (مؤرشف)  (الإنجليزية)